# Prise d'assaut de la mosquée al-Aqsa de 2022
La prise d'assaut de la mosquée al-Aqsa de 2022 est survenue le matin du 15 avril 2022 lorsque les forces israéliennes ont pris d'assaut la mosquée al-Aqsa en utilisant des obus lacrymogènes et des bombes assourdissantes sur les fidèles, blessant au moins 90 palestiniens, dont 50 décédés[réf. souhaitée]. Plusieurs soldats israéliens ont grimpé sur les toits des bâtiments autour de la mosquée al-Aqsa. Ils ont évacué la cour de la mosquée al-Aqsa et fermé la plupart des portes qui y mènent.

## Contexte
Quelques jours avant le 15 avril 2022, les tensions montent à la suite de l'annonce par plusieurs organisations religieuses juives de leur intention d'accomplir des rites religieux dans la cour de la mosquée al-Aqsa à l'occasion de la Pâque entre 15 avril 2022 et le 22 avril 2022.
Pendant le mois sacré du Ramadan en 2021, les manifestations nocturnes à Jérusalem et les affrontements dans l'enceinte d'al-Aqsa se sont transformés en une guerre de 11 jours entre les palestiniens et Israël.

## Réactions
- Le ministre de l'Autorité palestinienne chargé des affaires de Jérusalem, Fadi al-Hadami (en), a fermement condamné le raid sur la mosquée al-Aqsa par les forces israéliennes. Il a blâmé Israël pour les actions. Il a appelé la communauté internationale à intervenir immédiatement pour arrêter les actions israéliennes contre les lieux saints musulmans[1].
- Abdul Qahar Balkhi (en), porte-parole officiel du ministère des Affaires étrangères de l'émirat islamique d'Afghanistan, a déclaré sur Twitter : L'émirat islamique d'Afghanistan condamne fermement la violence de l'occupant contre les civils palestiniens à la mosquée al-Aqsa, la première qibla pour les musulmans. L'émirat islamique d'Afghanistan appelle la communauté internationale, en particulier les pays islamiques, à prendre des mesures concrètes pour rétablir les droits humains des palestiniens et prévenir les crimes israéliens.
- Le coordonnateur spécial des Nations unies pour le processus de paix au Moyen-Orient, Tor Wennesland, a exprimé sa profonde inquiétude face à ce qui se passe dans la ville de Jérusalem et la mosquée Al-Aqsa. Il a déclaré : « Je suis profondément préoccupé par la détérioration des conditions dans la ville de Jérusalem pendant ces jours saints ». Le responsable de l'ONU a exigé que les provocations à Al-Haram Al-Sharif cessent immédiatement[2].
- Une déclaration commune, l'Allemagne, la France, l'Italie et l'Espagne ont appelé au respect du statut actuel des lieux saints de Jérusalem ainsi qu'au respect de la Jordanie dans ces lieux saints, et a appelé "toutes les parties à faire preuve de la plus grande retenue et à s'abstenir de toute forme de violence et de provocation"[3].
- Arabie saoudite a exprimé sa condamnation et sa dénonciation de la prise d'assaut de la mosquée Al-Aqsa par les forces d'occupation israéliennes, de la fermeture de ses portes et de l'attaque de fidèles non armés à l'intérieur de la mosquée et sur ses places extérieures. Il a également considéré que "cette escalade systématique est une attaque flagrante contre le caractère sacré de la mosquée Al-Aqsa et une violation des résolutions et pactes internationaux"[4].
- Le Koweït a fermement condamné et dénoncé la prise d'assaut de la mosquée Al-Aqsa par les forces d'occupation israéliennes et l'attaque contre les fidèles. Il a également considéré que "ces attaques sont une escalade dangereuse et une violation flagrante de toutes les conventions et résolutions internationales et une raison d'alimenter la violence et de saper la stabilité de la région"[5].
- Le porte-parole du ministère des Affaires étrangères de Égypte, l'ambassadeur Ahmed Hafez, « a condamné la prise d'assaut par les forces israéliennes de la sainte mosquée Al-Aqsa et la violence qui a suivi cette incursion contre les Palestiniens dans les cours de la mosquée Al-Aqsa », qui a fait des dizaines de blessés et arrêtés. Il a souligné « la nécessité de se restreindre et de fournir une protection complète aux fidèles musulmans et de leur permettre d'accomplir les rites islamiques dans la mosquée Al-Aqsa, qui est une dotation purement islamique pour les musulmans[6].